# Roos Boum
Roos Boum (1963) is een Nederlands schrijfster.

## Biografie
Roos Boum is geboren in Nederland en in 2000 geëmigreerd naar Frankrijk, alwaar zij in het zuiden woonachtig is. In 2006 verscheen haar autobiografische debuut over kindermishandeling door Münchhausen by proxy, getiteld Wanneer vraagtekens uitroeptekens worden. Dit boek werd in 2007 heruitgegeven onder de titel Valse salie: kroniek van een verscheurde jeugd.